# Дада Белмонте
Дада Белмонте (справжнє ім'я Адайлсон Фрейре Перейра да Сілва, нар. 8 лютого 1997) — бразильський футболіст, півзахисник бразильського клубу «Америка Мінейру».

## Ігрова кар'єра
У серпні 2023 року став гравцем одеського «Чорноморця». В офіційних матчах у складі «Чорноморця» дебютував 27 серпня 2023 року у грі 5-го туру Української прем'єр-ліги 2023/24 проти полтавської «Ворскли» (1:2). Свій перший гол у складі «моряків» Дада забив 27 вересня 2023 року у грі 1/8 фіналу Кубка України 2023/24 між командами «Чорноморець» (Одеса) — «Кривбас» (Кривий Ріг) (2:1). 9 листопада 2023 року ЗМІ повідомили, що Дада Белмонте покинув одеську команду.